# Orthonotus rufifrons
Orthonotus rufifrons ist eine Wanzenart aus der Familie der Weichwanzen (Miridae).

## Merkmale
Die Wanzen werden 3,9 bis 4,6 Millimeter (Männchen) bzw. 3,0 bis 3,4 Millimeter lang (Weibchen). Sie sind dunkel gefärbt und mit blassen Härchen bedeckt. Zwischen den Männchen und den Weibchen liegt ein Sexualdimorphismus vor. Weibchen haben verkürzte (brachyptere) Hemielytren und haben einen rundlicheren Körperbau. Die Männchen sind voll geflügelt (makrotper) und haben einen langgestreckteren Körper mit parallelen Seitenrändern. Das zweite Fühlerglied trägt bei den Weibchen basal einen dunklen Ring, bei den Männchen ist das ganze Glied schwarz. Die Weibchen haben außerdem einen dunkelroten Kopf. Die Nymphen sind hellrot gefärbt.

## Vorkommen und Lebensraum
Die Art ist in Europa, südlich bis an den Nordrand des Mittelmeerraums, östlich bis in den Kaukasus verbreitet. In Deutschland und Österreich ist sie weit verbreitet und nicht selten. Besiedelt werden seltener trockene und offene Lebensräume, vielmehr feuchte, schattige Orte wie etwa Auwälder.

## Lebensweise
Die Wanzen leben an Großer Brennnessel (Urtica dioica). Sie saugen sowohl an den Pflanzensäften, als auch an kleinen Insekten, insbesondere Blattläusen. Die Wanzen saugen an den unreifen weiblichen Reproduktionsorganen und an den Blättern, Stängeln und sogar den Brennhaaren. Die Nymphen treten meist im Mai auf, die adulten Wanzen ab Juni, selten früher und können bis in den September beobachtet werden.

## Belege